# Xuan Xosé Sánchez Vicente
Xuan Xosé Sánchez Vicente, né le 1er février 1949 à Gijón, est un écrivain et homme politique asturien. 

## Biographie
Licencié en philologie romane de l'Université d'Oviedo, il est actuellement professeur agrégé de  littérature dans un lycée de Gijón.
Il est membre de l'Académie de la langue asturienne depuis sa fondation et a publié une vingtaine de livres. 
Président du parti régionaliste Partíu Asturianista (PAS), il a siégé entre 1991 et 1995 au Parlement asturien.

## Œuvre

### Essai
- La cultura popular asturiana : unidá y pluralidá ("La culture populaire asturienne: unité et diversité", 1985)
- El hilo de Ariadna: argumentos y propuestas para una política asturianista ("Le Fil d'Ariadne: arguments et propositions pour une politique asturianiste", 1991)
- Crónica del surdimientu (1975-1990) ( "Chronique de la Renaissance littéraire asturienne 1975-1990", 1991)
- La cultura asturiana: dialéctica, narrática y proyectabilidá ("La culture asturienne: dialectique, narratique et projectabilité", 1999)
- Teoría y práctica d'Asturies: Discursos y artículos ("Théorie et pratique des Asturies.  Discours et articles" , 1999)

### Poésie
- Camín de señardaes (Chemin de nostalgies, anthologie poétique 1980)
- Poemes de Xixón ("Poèmes de Gijon", 1981)
- De reidores costes ( "Des riantes côtes", 1988)
- Lluna llena (" Pleine lune", 1990)
- …Y de llastientes picos ("… Et des resplendissants sommets", 1999)

### Œuvre narrative
- Cuentos de llingua afilada ( "Contes de la langue aiguisée", 1984)

### Théâtre
- El Pelayu ( "Pélage", 1985)

### Autres
- Diccionariu de la llingua asturiana ( "Dictionnaire de la langue asturienne", 1988 et 1996)